# Непријатељ (филм из 2011)
Непријатељ је српски филм из 2011. године. Режирао га је Дејан Зечевић, а сценарио су заједно са њим написали Ђорђе Милосављевић и Владимир Кецмановић. Филм је рађен у копродукцији Србије и Републике Српске, уз мањинске копродуценте из Хрватске и Мађарске. Сниман је на локацијама на планини Козари и у Београду. Финансирање филма су помогли Министарство културе Републике Србије, Министарство просвјете и културе Републике Српске и град Приједор.
Филм је своју премијеру имао 6. марта 2011. године на београдском Фесту.

## Радња
Година 1995, 7. дан мира након потписивања Дејтонског споразума. Инжењерска јединица деминира границу између Републике Српске и Федерације Босне и Херцеговине. Сваки од војника носи свој терет ратних искустава и траума, сваки се суочава са страховима на сопствени начин. Једни склони аутодеструкцији, други срећни што су живи, трећи кататонични после доживљених траума, четврти окренути молитвама, пети шали и смеху тамо где им место и није, неки сновима о повратку породици, а неки окрвављених руку и кришом напуњених џепова покушавају се прикрити.
У рушевинама фабрике уништене у борби, проналазе зазидани подрум, а у њему човека који као да је само њих мирно чекао све време.
Као и на самом почетку тек завршеног рата, довољна је једна искра лудила, да се покрене “perpetuum mobile” сукоба и насиља међу пријатељима.

## Улоге
| Глумац                 | Улога            |
| ---------------------- | ---------------- |
| Александар Стојковић   | Цоле             |
| Вук Костић             | Чаки             |
| Тихомир Станић         | Даба             |
| Љубомир Бандовић       | Сировина         |
| Марија Пикић           | Даница           |
| Славко Штимац          | Веско            |
| Драган Маринковић Маца | Лик              |
| Горан Јокић            | Фарук            |
| Стефан Бундало         | Гузица           |
| Владимир Ђорђевић      | Сиви             |
| Душко Мазалица         | Јовица           |
| Владан Цветковић       | Командант ИФОР-а |

## Критике
Дубравка Лакић:
Зечевићевим јунацима, према замисли сценаристе Милосављевића, догодио се, шејтан лично. И то цивил. Отелотворен у лику хромог Дабе (убедљив Тихомир Станић), човека за кога се не зна ни ко је ни одакле је, нити се зна да ли је у питању одавно психички поремећена особа, или га је ратна несрећа довела у зазидану рупу... Све ово делује филмски привлачно и интригантно, што јесте случај у првом делу филма, када се гледалац упознаје са филмским јунацима... Даница је једини женски лик, нејасно постављена, недоречена и помало накалемљена. Други део филма је знатно слабији. Ту је јасно да систем „организованог хаоса“ не може да функционише на дуже, да правила игре реално-нереално нису јасно успостављена, јер је просечном биоскопском гледаоцу повремено потребна дискретна смерница како не би завршио у потпуној конфузији, што му се у случају овог филма може догодити. У другом делу филма излазе на видело мањкавости сценарија и дијалошких линија, које се често своде на испразно филозофирање на тему творца универзума, добра и зла, живота и смрти, уз употребу стереотипа, што филму одузима снагу и чини да и сами глумци посустају... Ако ће се по чему трајније памтити овај филм, онда је то сигурно по фотографији Душана Јоксимовића, која је тврда, без много боје, узнемиравајуће хладна, најчвршћи је елемент у градњи психолошке драме.